# NGC 3214
NGC 3214 је лентикуларна галаксија у сазвежђу Велики медвед која се налази на NGC листи објеката дубоког неба.
Деклинација објекта је + 57° 2' 20" а ректасцензија 10h 23m 8,7s. Привидна величина (магнитуда) објекта NGC 3214 износи 14,4 а фотографска магнитуда 15,3. NGC 3214 је још познат и под ознакама MCG 10-15-71, CGCG 290-32, PGC 30419.